# Карел Схуммелкетел
Карел Схуммелкетел (нід. Karel Schummelketel, 24 вересня 1897 — 8 січня 1981) — нідерландський вершник.
Срібний призер Олімпійських Ігор 1932 року в командному триборстві.